# Fever-Tree
Fevertree Drinks plc, conegut com Fever-Tree, és un productor britànic de mixers de begudes premium, fundat per Charles Rolls i Tim Warrillow el 2004.
El nom de la companyia prové del seu producte inicial, una aigua tònica. El seu tònic estava aromatitzat amb quinina, un producte químic que s'extreia de l'escorça de la Cincona sud-americana. Quan es va introduir a l'Índia com a fàrmac per ajudar a reduir la febre associada a la malària, la quinina es barrejava amb aigua amb sosa i sucre per fer-la més agradable, produint l'aigua tònica més antiga. A l'Índia es coneixia l'arbre de la cincona com a arbre de la febre.
Amb seu a l'oest de Londres, Fever-Tree fabrica una gran varietat de productes, inclosa aigua tònica, cervesa de gingebre i llimonada. A març de 2015, els seus productes s'exportaven a 50 països.
El març de 2013, els fundadors van vendre el 25% de la companyia a Lloyds Development Capital. El novembre de 2014, la companyia va surar a la Borsa de Londres amb el símbol LSE: FEVR; la sortida a borsa va valorar Fever-Tree en 154,4 milions de lliures esterlines. A January 2018, el seu valor de mercat s'havia multiplicat per quatre.

## Productes
Els mixers de begudes de Fever-Tree han guanyat la categoria de "beguda freda excepcional" als sofi Awards el 2010, 2011 i 2012.
Els productes es fabriquen a Somerset. La gamma inclou:
- Aigua tònica índia
  - L'aigua tònica número 1 més venuda i l'aigua tònica número 1 més tendent dels 50 millors bars mundials de l'Informe anual de 2016[7]
- Aigua tònica naturalment lleugera
- Aigua tònica mediterrània
- Aigua tònica de saüc
- Aigua tònica aromàtica
- Aigua tònica de clementina i canyella
- Tònica de llimona siciliana
- Aigua Soda Premium
- Llimonada siciliana
- Cola malgache
- Cervesa de gingebre
- Ginger Ale especiat de taronja
- Smoky Ginger Ale
- Cervesa de gingebre
- Cervesa de gingebre naturalment lleugera
- Llimona amarga